# 塔瓦德羅斯二世
教宗塔瓦德羅斯二世（羅馬化：Papa Abba Theódōros II，1952年11月4日—；[科普特曆：1668年2月25日]）是亞歷山大科普特正教會的第118任牧首。他在2012年11月4日獲選為牧首，並在18日正式就職。

## 早年生涯
1952年11月4日塔瓦德羅斯二世出生於埃及曼蘇拉，本名瓦基·蘇帕·巴基·蘇萊門 (وجيه صبحى باقى سليمان， Waǧīh Ṣubḥī Bāqī Sulaymān )。在修道前，他是一名藥劑師且在一個國有藥物實驗室擔任管理職。1986年他進入了修道院學習了兩年多神學，並於1989年晉鐸。

## 主教
19976月15日，他被教宗欣诺达三世祝圣为主教，赐名塔瓦德罗斯（阿拉伯語：تواضروس, 科普特語發音：[tæˈ(w)odo(ː)ros]）。他被分配到尼罗河三角洲西北部的布海拉教区，作为都主教帕科米乌斯的助手。

## 教宗选举
教宗的选拔过程在11月18日的选举之前几周就开始了。约有2,400名神职人员和其他人员列出了三名候选人：塔瓦德罗斯主教，都主教帕科米乌斯的前助手；拉斐尔主教，开罗市中心的主教；拉斐尔·阿瓦·米纳神父，亚历山大城附近一座修道院的僧侣，也是第116任教宗西里尔六世的弟子西里尔六世的弟子。
从三位共识候选人中选出教宗的仪式于中午时分在开罗圣马可主教座堂举行，现场有警察驻守。教会的代理主教帕科米乌斯都主教将写有候选人名字的纸条放入密封的圣杯中，然后放置在祭坛上，然后主持神圣礼拜仪式。他告诉会众“祈祷上帝选择好牧人”，一个蒙着眼睛的男孩从圣杯中取出一张纸条——塔瓦德罗斯。
帕科米乌斯都主教正式宣布，60岁的塔瓦德罗斯主教将成为第118任教宗，并将成为教宗塔瓦德罗斯二世。前任塔瓦德罗斯一世（在位时间730年–742年）于埃及伍麦叶时期（658年–750年）被祝圣为第45任教宗。塔瓦德罗斯二世在瓦迪纳特伦修道院表示：“我们将从内部开始整理房屋。这是一种责任。最重要的是……教堂作为一个机构，为社区服务”。在教宗选举阶段名列第一的拉斐尔主教，被任命为科普特正教会神圣会议的总秘书。

## 教宗任期
塔瓦德罗斯二世在埃及经历多重变革之际开始了他的教宗生涯，他表示，教会致力于保持埃及宪法草案第2条的完整性，就像在旧宪法中一样。
2013年5月8日，塔瓦德罗斯二世在梵蒂冈与天主教教宗方济各会晤。这是两位新当选的教会领袖的首次会晤，也是1500年来双方教宗在意大利的第二次聚会。科普特教宗最近一次访问梵蒂冈是在1973年5月10日，时任教宗欣诺达三世与时任天主教教宗保禄六世会面，他们签署了一份重要的基督教宣言，旨在开启两个古老教会之间的大公对话。
2015年11月27日，塔瓦德罗斯二世成为1832年来首位访问耶路撒冷的科普特教宗。此次访问尤其引起争议，因为欣诺达三世由于阿以冲突已抵制耶路撒冷长达四十年。此次访问的目的是参加安巴·亚伯拉罕总主教的葬礼，而不是正式结束抵制。
在2017年的柳绒节上，塔瓦德罗斯二世在圣马可主教座堂主持基督苦难主日礼拜仪式后，大教堂遭到轰炸，造成至少17人死亡，至少48人受伤。教宗安然无恙。伊斯兰国西奈省宣布为袭击负责。